# Muntanyes de Luang Prabang

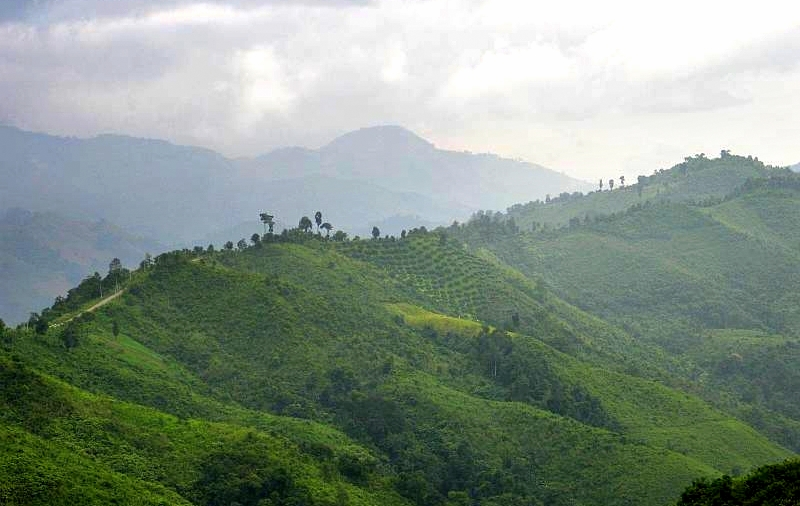
Zona de Doi Phu Kha, Província de Nan, Tailàndia

Les Muntanyes de Luang Prabang (tailandès ทิวเขาหลวงพระบาง, Thiokhao Luang Prabang) són una serralada de l'Àsia Sud-oriental d'uns 280 km de longitud.
Des del Mekong, a la vora de Luang Prabang aquestes muntanyes formen una frontera natural entre Laos i Tailàndia en la part septentrional dels dos estats i s'estenen en direcció meridional fins a la Província de Loei a Tailàndia. El punt més alt de la serralada és el Phu Soi Dao (2.120 m), situat a la frontera entre els dos estats. Altres pics importants són Phu Khe (2,079 m), Doi Phu Kha (1,980 m), Doi Phu Wae (1,837 m) i Doi Phi Pan Nam (1,745 m).
Geològicament les muntanyes de Luang Prabang tenen molta afinitat amb les Muntanyes de Khun Tan, i de Phi Pan Nam situades més a l'oest.
Aquesta serralada forma una ecoregió i antigament era una zona on hi havia molts elefants en estat salvatge. Les muntanyes es troben cobertes amb boscos tropicals secs a altures mitjanes amb algunes zones de boscos tropicals humits. L'abundància de teca fa que hi hagi tala clandestina d'arbres amb la complicitat de les autoritats militars. La zona és molt remota i hi ha molt poques vies de comunicació entre Laos i Tailàndia a través de la serralada. Només hi ha una carretera que va de Sainyabuli, la capital provincial de Laos fins a la frontera amb Tailàndia. Hom afirma que hi ha ietis a la zona de Mae Charim.